# Форт Луис
Форт Луис (енгл. Fort Lewis) насељено је место без административног статуса у америчкој савезној држави Вашингтон.

## Демографија
По попису из 2010. године број становника је 11.046, што је 8.043 (-42,1%) становника мање него 2000. године.
| Група             | 2000.          | 2010.         |
| Белци             | 10.685 (56,0%) | 6.635 (60,1%) |
| Афроамериканци    | 3.882 (20,3%)  | 1.253 (11,3%) |
| Азијати           | 650 (3,4%)     | 336 (3,0%)    |
| Хиспаноамериканци | 2.507 (13,1%)  | 1.800 (16,3%) |
| Укупно            | 19.089         | 11.046        |